# Mentha laxiflora
Mentha laxiflora — вид губоцвітих рослин родини глухокропивових.

## Опис
Повзуча, іноді кореневищна рослина до 60 см заввишки; гілки від рідко до густо волосаті. Листки від яйцюватих до довгасто-яйцюватих, 10–80 × 5–30 мм, поверхні з розсіяними волосками, верхівка від тупої до гострої, краї зубчасті; ніжка листка довжиною 1–12 мм. Квітки в нещільних, ≈ 4–8(12)-квіткових кластерах у пазухах дистальних листків; квітоніжки зазвичай ≈ рівні або довші від чашечки. Чашечка довжиною 3.5–5 мм, часточки загострені, від рідко до густо волосисті зовні. Віночок від білого до лілового або блідо-блакитного, часточки довжиною 2.5–3.5 мм.
Період цвітіння: січень — липень.

## Поширення
Ендемік південно-східної Австралії, штатів Новий Південний Уельс і Вікторія.
Зростає у гірських лісах, зрідка у нижній, відкритій рослинність, що оточує болота та струмки.